# Chase Stadium
Le Chase Stadium est un stade de soccer de 21 550 places situé à Fort Lauderdale, en Floride, aux États-Unis. Il est officiellement inauguré le 18 juillet 2020.

## Histoire

### Projet de construction
Les Strikers de Fort Lauderdale ont annoncé en 2016 qu'ils quittaient le Lockhart Stadium, après quoi le stade a été abandonné,. En janvier 2019, l'équipe d'expansion de la Major League Soccer, l'Inter Miami annonce son intention d'utiliser le site du Lockhart Stadium pour faire un centre d’entraînement ultramoderne, d’un nouveau stade et de terrains de jeux utilisés par l’académie de soccer. Le développement comprendra également la reconstruction du stade qui aura une capacité de 18 000 places, qui abritera l'équipe réserve le Fort Lauderdale CF (qui évoluera en USL League One)  ainsi que l'équipe première pour les deux premières saisons tant que le Miami Freedom Park est en construction,,. Il sera financé par le secteur privé pour 60 millions de dollars,. Le conseil municipal de Fort Lauderdale a approuvé à l'unanimité l'offre de l'Inter Miami pour le projet de l'Inter Miami CF Stadium en mars 2019.

### Travaux
Le 3 avril 2019, la ville de Fort Lauderdale autorise l'Inter Miami à entamer le processus de démolition,. Puis, le 9 juillet, la ville de Fort Lauderdale approuve à l'unanimité un contrat de location de 50 ans pour le site du Lockhart Stadium avec l'Inter Miami, selon les termes de l'accord, la ville de Fort Lauderdale conservera la propriété du site, tandis que l'Inter Miami sera responsable de la construction, de l'exploitation et de l'entretien des nouvelles installations.

### Nom
Le 9 avril 2021, AutoNation (en) et l'Inter Miami CF ont annoncé un accord de droits de dénomination de trois ans. Dans le cadre de l’accord, le stade est maintenant connu sous le nom de DRV PNK Stadium à l’appui de l’initiative DRV PNK d’AutoNation. AutoNation commandite également la fonction « Saves » pendant les matches de l’Inter Miami. Pour chaque arrêt du gardien de but de l’Inter Miami, AutoNation et Inter Miami feront un don annuel de 100 000 dollars pour la recherche sur le cancer.

Logo du DRV PNK Stadium d'avril 2021 à février 2024.

### Rencontre inaugurale
La rencontre inaugurale de l'Inter Miami CF Stadium devait se dérouler le 14 mars 2020, avec la rencontre entre l'Inter Miami et le Galaxy de Los Angeles à l'occasion de la saison 2020 de la Major League Soccer. Avec la pandémie de Covid-19, la saison de MLS est suspendue deux jours avant la rencontre,,.
Le 18 juillet 2020, la première partie consiste en un match de la USL League One opposant la réserve de l'Inter Miami au Triumph de Greenville. La rencontre se solde par une défaite de Miami (0-2) et Alex Morrell devient le premier buteur dans la nouvelle enceinte,.
Le premier match officiel de l'Inter Miami a toutefois lieu le 22 août 2020 avec l'accueil d'Orlando City, lors d'une rencontre de la Major League Soccer. Miami gagne sur le score de 3-2. Julián Carranza, inscrit le premier doublé de l'histoire du nouveau stade et c'est également la première victoire en MLS pour les Herons,.

## Utilisation du stade

### Clubs résidents
Le stade accueille l'Inter Miami CF, franchise de soccer évoluant en Major League Soccer et son équipe réserve, qui évolue en MLS Next Pro,,. Le CF Montréal commence la saison 2021 au Drive Pink Stadium, en raison des restrictions de voyage entre le Canada et les États-Unis,,.

## Football
Le 9 décembre 2020, le stade a accueilli son premier match international entre les équipes nationales des États-Unis et d'El Salvador ; les États-Unis ont remporté le match 6–0.[citation nécessaire] Pendant la saison MLS 2021, le CF Montréal a utilisé le stade pour jouer ses matchs à domicile depuis le début de la saison après que des restrictions de voyage ont empêché l'équipe de jouer ses matchs à Montréal.

## Galerie

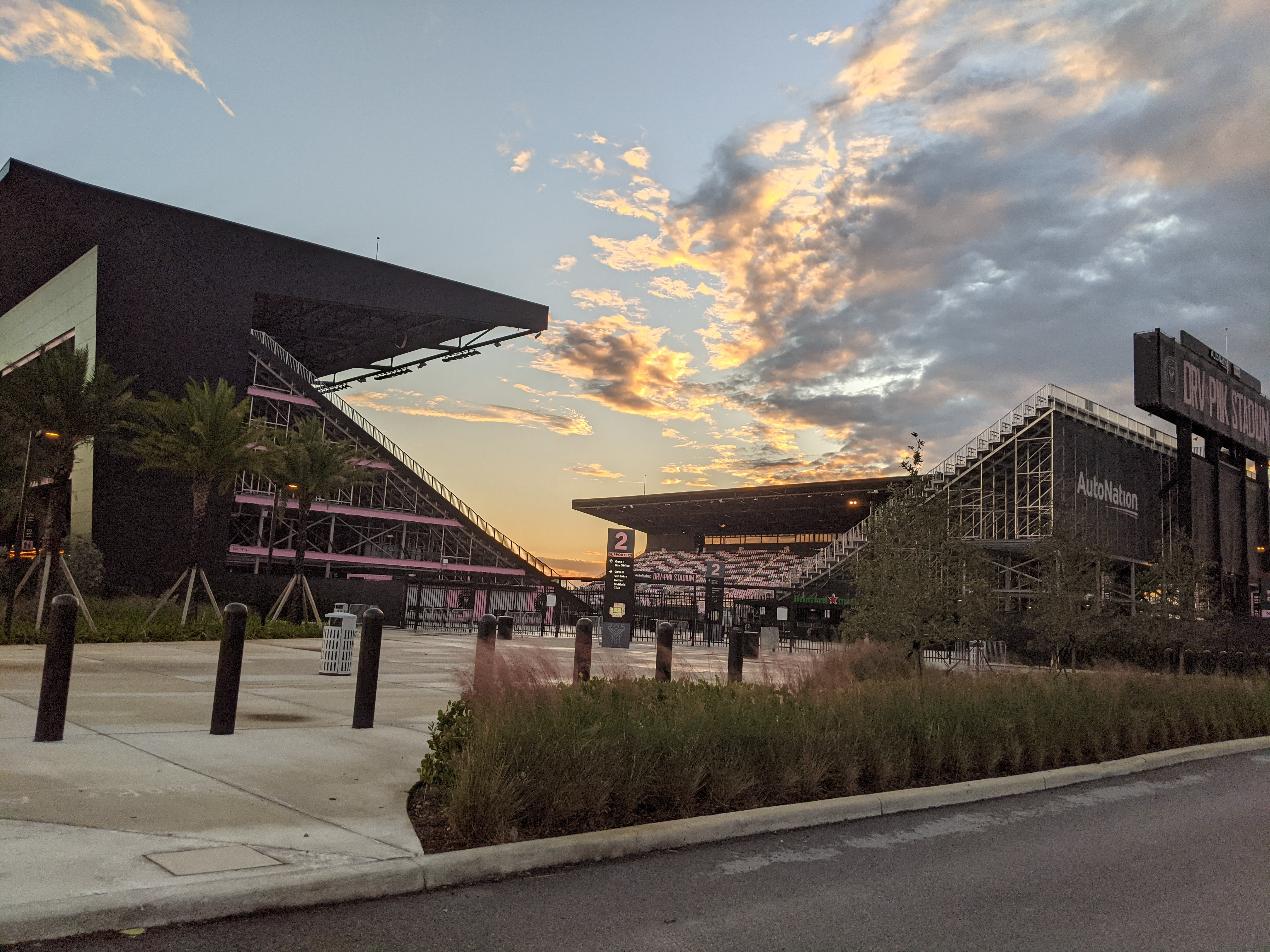
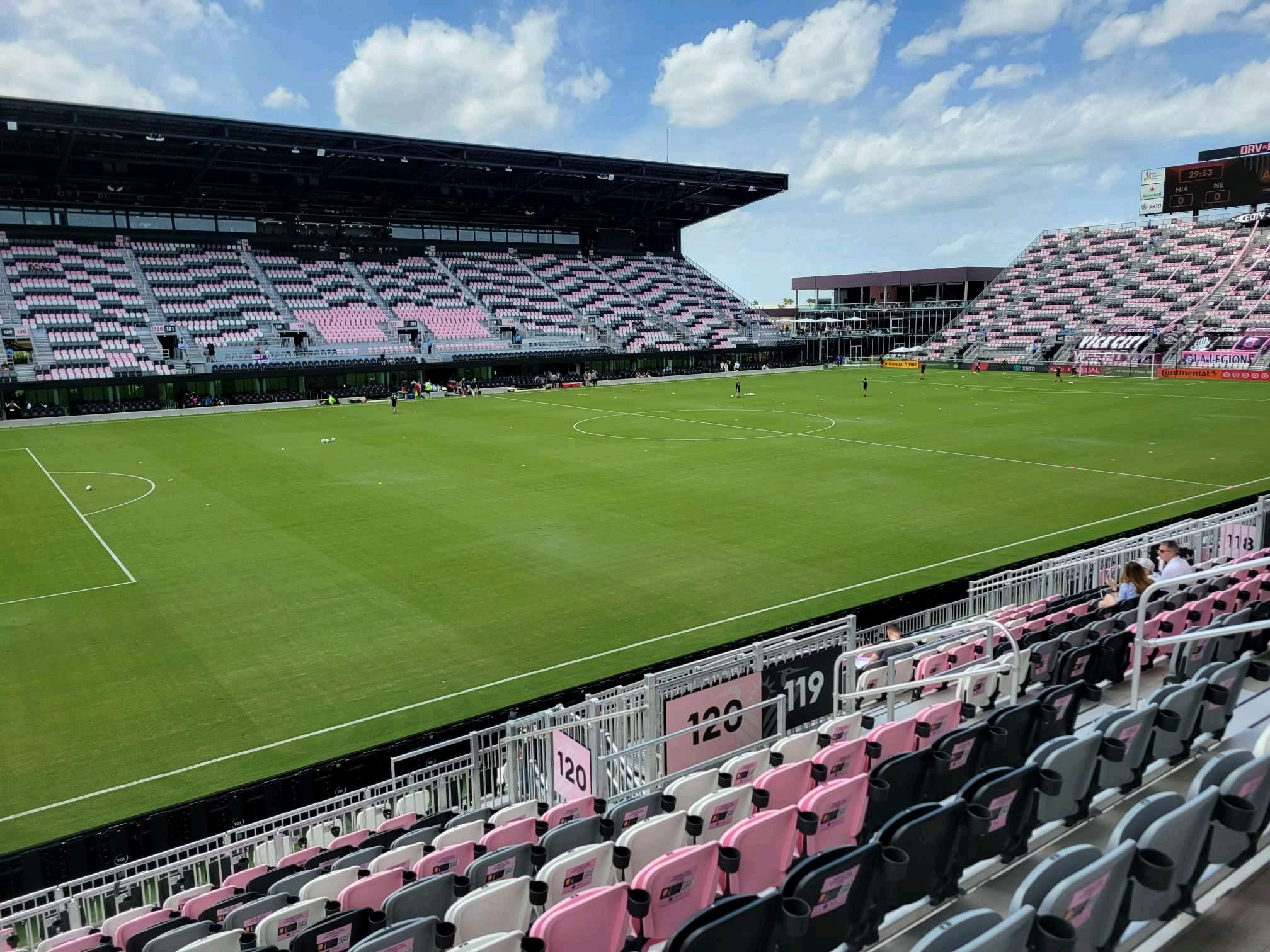
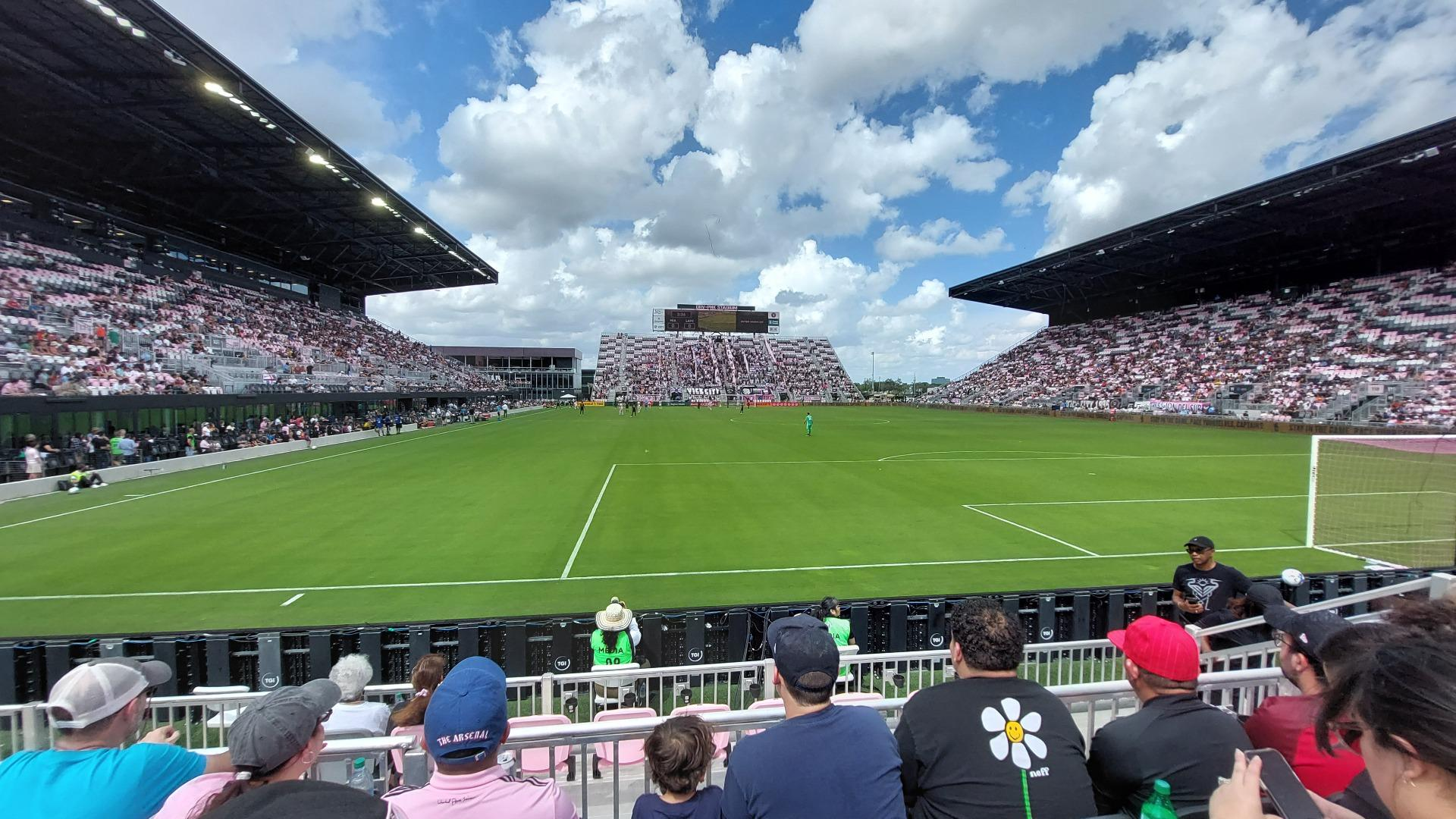